# Túnel de Montgat

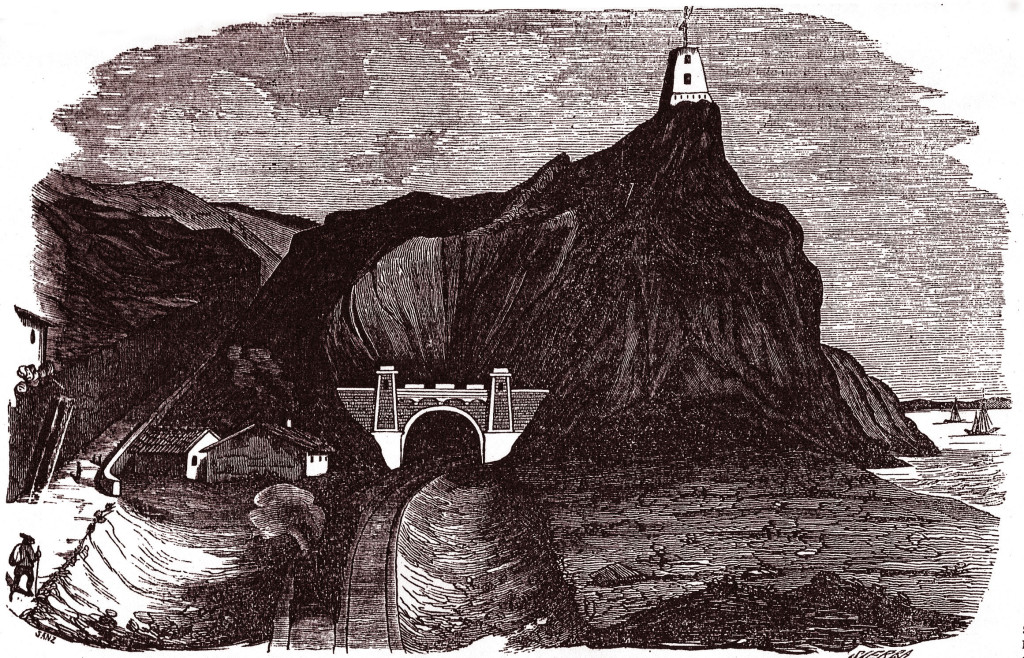
Gravat publicat al diari 'La Ilustración' el 19 de maig de 1849

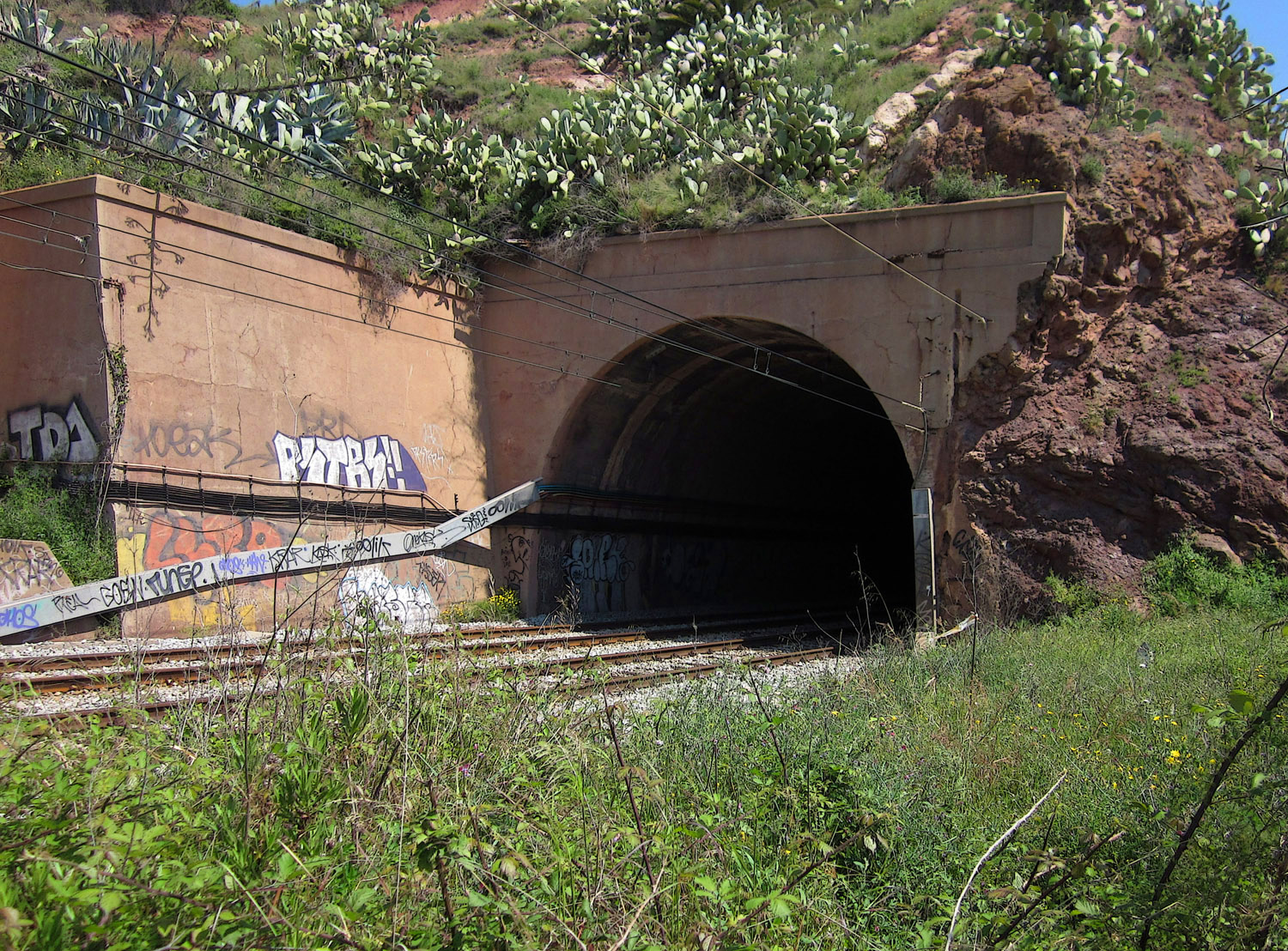
Embocadura sud del túnel de Montgat, reconstruïda després la Guerra Civil

El túnel de Montgat és la infraestructura ferroviària més antiga que es conserva a la península. Es tracta d'una infraestructura encara en ús, a pesar d'haver sofert successives transformacions fruit dels avatars històrics i de les necessitats del servei. Acabat de construir el 12 de maig del 1848, és l'únic túnel existent de la que va ser primera línia peninsular, projectada seguint la línia de la costa en terrenys de domini públic entre les localitats de Barcelona i Mataró.

## El turó de Montgat
Es tracta d'un traçat molt senzill per a l'extensió de la via fèrria, tan sols interromput per la mola del denominat Turó de Montgat, un promontori rocós conegut en l'Antiguitat com Lunarium Promontorium format per granits paleozoics que va ser necessari perforar, la qual cosa va exigir un penós treball donada la falta d'experiència i útils adequats (fins al 1861 no van començar a utilitzar-se les perforadores mecàniques d'aire comprimit).
El turó va tenir en el seu cim una torre de defensa aixecada al segle xiv amb la funció de vigilància costanera, derruïda finalment el 1814 conseqüència de la Guerra del Francès. Sobre les seves restes es va instal·lar el 1848, de forma contemporània a la construcció del túnel, una torre de telegrafia òptica, sistema de comunicació que ràpidament va quedar en desús, substituït després la implantació del telègraf elèctric, que el va deixar ràpidament obsolet. Aspecte sorprenent si observem les imatges és la disminució progressiva de l'altura del turó, que ha passat dels aproximadament 70 m d'altura inicials als actuals 40 m; així com a la seva reculada d'uns 100 m de la línia costanera, conseqüència de l'extracció de material petri per a reparar els talussos i anivellar l'esplanació de la via, ja que la línia ha estat devastada pels temporals de mar que assolen periòdicament la costa.
La construcció de la Carretera Nacional II, amb anterioritat via romana i calçada real, just per mitjà del promontori, va suposar a més el tall del turó en dues meitats. No obstant això, les majors destrosses per al mateix túnel van ser els recurrents bombardejos realitzats a la Guerra Civil, que van destrossar totalment l'embocadura sud, com pot apreciar-se a la imatge, el que va ocasionar la desaparició d'uns vuit metres de túnel en aquest vessant. La reconstrucció de l'embocadura després de la guerra va deixar a aquesta embocadura desproveïda de guarniments. La línia costanera ha recuperat finalment avui el front marítim i un mirador en el cim del turó, que paradoxalment s'ha conservat per la presència del túnel, constituint-se en símbol per excel·lència de l'inici de la revolució del transport ferroviari.

## Descripció
El túnel està situat al punt quilomètric 12/082 de l'actual línia Barcelona a Maçanet-Massanes, entre l'Estació de Montgat i l'Estació de Montgat Nord, i té una longitud de 127 m d'acord amb els plànols més recents que disposa l'ADIF. Va ser l'obra més important i complexa de tota la línia, juntament amb la construcció del pont sobre el riu Besòs, ascendint el seu cost a 62.500 duros. Construït per a via doble segons establia el Reial Decret de 1844, amb una amplària de 7,55 m, no va ser fins als anys 90 del passat segle quan per fi es van estendre les dues vies, raó per la qual va ser necessari eixamplar-lo 70 cm per a adaptar-lo a les noves exigències de gàlib dels vehicles moderns. La pedra extreta en la perforació va ser utilitzada com a balast per a la plataforma de la via. Encara que la duresa del material no va exigir un revestiment de la volta, aquesta va ser recoberta amb maó en tota la seva extensió per a major seguretat, decisió de l'enginyer resident William Locke, que era nebot de Joseph Locke, director del projecte de la línia. Juntament amb el concepte de volta, possiblement el més característic dels túnels ferroviaris sigui la seva embocadura. En aquest cas es van construir dos originàriament idèntiques, a manera de castellet flanquejat per dues torres, amb capitells d'aspecte orientalitzant, símbol del poder del nou mitjà de transport. L'1 de març de 1848 el túnel era inaugurat mitjançant un tren arrossegat per cavalls, ja que les locomotores angleses arribarien per mar dos mesos més tard. La primera locomotora a travessar-lo va ser La Mataró, el 28 d'octubre a les 9 del matí, esdeveniment recollit per tota la premsa de l'època.